# Galliera Veneta
Galliera Veneta (Galièra in veneto) è un comune italiano di 7 183 abitanti della provincia di Padova in Veneto.
La parrocchia, dedicata a santa Maria Maddalena, ricade sotto la giurisdizione della diocesi di Treviso.

## Origini del nome
Galliera compare nei documenti a partire dal 1085 (Galera). Probabilmente è un richiamo a Galeria, nome di una gens e di una tribù di epoca romana.
L'aggettivo "Veneta" fu ufficializzato con R.D. 11 agosto 1867, n. 3886 per distinguere il comune dall'omonimo in provincia di Bologna.

## Storia
In epoca romana, il territorio di Galliera faceva parte della "Regio X Venetia et Histria" e si trovava tra l'agro centuriato di Cittadella ad Ovest e la Via Postumia a nord.
La prima vera testimonianza storica del dominio della Serenissima nel territorio gallierano si ha nel 1518, quando Pietro Cappello fu Zuanne denuncia la sua abitazione e una casa da stazio con stalla, teza, colombara, orto e brolo di campi nove. Si tratta della villa di Galliera, detta l'"imperiale".

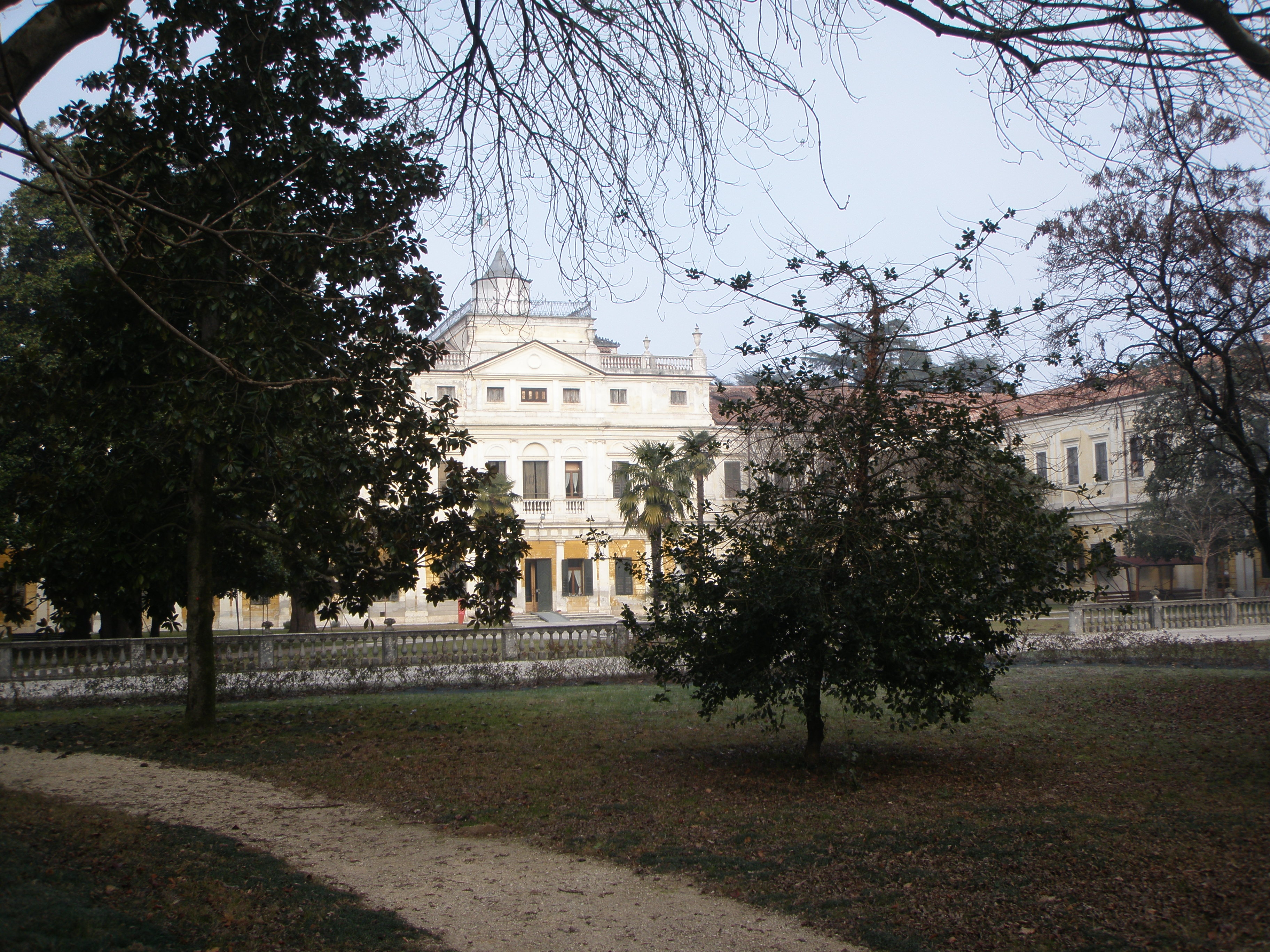
Villa Imperiale

Alla morte dell'ultimo dei discendenti Cappello, la proprietà della villa passa al Regio Demanio.
Nel 1858 l'Imperatrice Maria Anna di Savoia, moglie di Ferdinando I d'Austria, acquista l'intera proprietà che, nel corso degli anni, passerà a varie famiglie fino ad essere messa all'asta nel 1929.
La proprietà venne acquisita dall'Inps che l'adibì a sanatorio per malati di tubercolosi. Durante la seconda guerra mondiale venne requisita dall'autorità militare tedesca. Oggigiorno la struttura è in gran parte adibita a casa di cura.

### Simboli
Lo stemma e il gonfalone sono stati concessi con decreto del presidente della Repubblica del 24 novembre 1983.
naturale. Ornamenti esteriori da Comune.»
Il gonfalone è un drappo partito di bianco e di azzurro.

## Monumenti e luoghi d'interesse
- Villa Cappello detta "Imperiale"
- Chiesa di Santa Maria Maddalena

## Società

### Evoluzione demografica
Abitanti censiti

### Etnie e minoranze straniere
Al 31 dicembre 2015 gli stranieri residenti nel comune sono 694, ovvero il 9,71% della popolazione. Di seguito sono riportati i gruppi più consistenti:
1. Romania, 171
2. Albania, 77
3. Marocco, 69
4. Moldavia, 52
5. Ghana, 45
6. Cina, 34
7. Filippine, 34
8. Burkina Faso, 30
9. Repubblica di Macedonia, 28
10. Kosovo, 24

## Geografia antropica

### Frazioni
Mottinello
Si suddivide in Mottinello Vecchio e in Mottinello Nuovo. Quest'ultima è la parte più popolosa ed è divisa fra i comuni di Galliera e Rossano Veneto (il confine si muove lungo la centrale via Mottinello). Tra i luoghi d'interesse, villa Comello (in comune di Rossano), grande palazzo signorile con parco, acquisito dai padri Camilliani nel 1926 che ne fecero sino alla fine degli anni settanta istituto seminariale per la formazione dei giovani preti e dalla fine degli anni ottanta luogo di incontri e formazione per gruppi famiglia, associazioni e comunità.

## Amministrazione

### Sindaci dal 1946
| Nominativo                                           | Nominativo                                        | Partito / Coalizione                              | Periodo                                           | Elezione                                          |
| Sindaci eletti dal Consiglio comunale (1946-1995)    | Sindaci eletti dal Consiglio comunale (1946-1995) | Sindaci eletti dal Consiglio comunale (1946-1995) | Sindaci eletti dal Consiglio comunale (1946-1995) | Sindaci eletti dal Consiglio comunale (1946-1995) |
| ---------------------------------------------------- | ------------------------------------------------- | ------------------------------------------------- | ------------------------------------------------- | ------------------------------------------------- |
|                                                      | Bruno Cusinato                                    | Democrazia Cristiana                              | 1946                                              | 1946                                              |
|                                                      | Valerio Rubin                                     | Democrazia Cristiana                              | 1946-1964                                         | (1946)                                            |
| 1951                                                 | Valerio Rubin                                     | Democrazia Cristiana                              | 1946-1964                                         |                                                   |
| 1956                                                 | Valerio Rubin                                     | Democrazia Cristiana                              | 1946-1964                                         |                                                   |
| 1960                                                 | Valerio Rubin                                     | Democrazia Cristiana                              | 1946-1964                                         |                                                   |
|                                                      | Giulio Campagnolo                                 | Democrazia Cristiana                              | 1964-1970                                         | 1964                                              |
|                                                      | Giuseppe Gasparin                                 | Democrazia Cristiana                              | 1970-1975                                         | 1970                                              |
|                                                      | Giuseppe Schiavo                                  | Democrazia Cristiana                              | 1975-1980                                         | 1975                                              |
|                                                      | Anna Bocca                                        | Democrazia Cristiana                              | 1980-1990                                         | 1980                                              |
| 1985                                                 | Anna Bocca                                        | Democrazia Cristiana                              | 1980-1990                                         |                                                   |
|                                                      | Mario Bianchi                                     | Democrazia Cristiana                              | 1990-1995                                         | 1990                                              |
| Sindaci eletti direttamente dai cittadini (dal 1995) |                                                   |                                                   |                                                   |                                                   |
|                                                      | Mario Bianchi                                     | Centro-destra                                     | 1995-1999                                         | 1995                                              |
|                                                      | Silvano Sabbadin                                  | Centro-sinistra                                   | 1999-2009                                         | 1999                                              |
| 2004                                                 | Silvano Sabbadin                                  | Centro-sinistra                                   | 1999-2009                                         |                                                   |
|                                                      | Stefano Bonaldo                                   | Centro-destra                                     | 2009-2019                                         | 2009                                              |
| 2014                                                 | Stefano Bonaldo                                   | Centro-destra                                     | 2009-2019                                         |                                                   |
|                                                      | Italo Perfetti                                    | Lega - LV                                         | 2019-in carica                                    | 2019                                              |
| 2024                                                 | Italo Perfetti                                    | Lega - LV                                         | 2019-in carica                                    |                                                   |

### Gemellaggi
- Carbonne[senza fonte]
- Gellegne[senza fonte]

## Sport

### Ciclismo
Galliera Veneta è sede d'arrivo dell'Alta Padovana Tour, corsa in linea maschile di ciclismo su strada riservata alla categoria Under 23 e vinta da giovani dilettanti divenuti in seguito professionisti come Mattia Gavazzi, Elia Viviani e Paolo Simion.
La pallavolista azzurra Paola Egonu, nata a Cittadella, è cresciuta proprio a Galliera Veneta.